# 7TH ANNIVERSARY BEST
『7TH ANNIVERSARY BEST』（セブンスアニバーサリーベスト）は、日本の音楽ユニットTWO-MIXが2002年4月24日に発売された2枚目のベスト・アルバム。

## 概要
2001年発売の『20010101』以来のベスト・アルバムだが、前作および『SUPER BEST FILES 1995〜1998』はTWO-MIX非公式アルバム扱いのため、公式のベスト・アルバムとしては1997年に発売された『BPM "BEST FILES"』以来5年ぶりであり、当アルバムは2枚目のベスト・アルバムである。
全曲リマスタリングが施されており、ライナーノーツには永野椎菜による楽曲解説が記載されている。

## 収録曲
| 全作詞: 永野椎菜。 |                                                          |           |            |          |      |
| #                  | タイトル                                                 | 作詞      | 作曲       | 編曲     | 時間 |
| 1.                 | 「LA VIE EN ROSE」                                       | 永野椎菜  | 高山みなみ | TWO-MIX  | 5:07 |
| 2.                 | 「BODY MAKES STREAM」                                    | 永野椎菜  | 永野椎菜   | TWO-MIX  | 5:08 |
| 3.                 | 「MAXIMUM WAVE」                                         | 永野椎菜  | 高山みなみ | TWO-MIX  | 4:36 |
| 4.                 | 「NAKED DANCE」                                          | 永野椎菜  | 高山みなみ | TWO-MIX  | 4:00 |
| 5.                 | 「LOVE FORMULA -FREEDOM-」                               | 永野椎菜  | 高山みなみ | TWO-MIX  | 7:42 |
| 6.                 | 「GRAVITY ZERO」                                         | 永野椎菜  | 高山みなみ | TWO-MIX  | 6:09 |
| 7.                 | 「LAST TEARS -I DON’T CRY ANYMORE, AFTER YOU LEFT ME…-」 | 永野椎菜  | 高山みなみ | TWO-MIX  | 4:25 |
| 8.                 | 「HOLY NIGHT DESTINY -BOY MEETS GIRL-」                  | 永野椎菜  | 高山みなみ | TWO-MIX  | 5:15 |
| 9.                 | 「IN YOUR EYES」                                         | 永野椎菜  | 高山みなみ | TWO-MIX  | 5:22 |
| 10.                | 「JUSTICE」                                              | 永野椎菜  | 高山みなみ | TWO-MIX  | 5:26 |
| 11.                | 「TRUTH -A GREAT DETECTIVE OF LOVE-」                    | 永野椎菜  | 高山みなみ | TWO-MIX  | 7:27 |
| 12.                | 「AIRMAIL FROM THE MOON」                                | 永野椎菜  | 高山みなみ | TWO-MIX  | 6:05 |
| 13.                | 「DISCHARGE」                                            | 永野椎菜  | 高山みなみ | TWO-MIX  | 5:59 |
| 14.                | 「STANCE OF RESISTANCE」                                 | 永野椎菜  | 高山みなみ | 永野椎菜 | 4:34 |
| 合計時間:          | 合計時間:                                                | 合計時間: | 合計時間:  | 77:15    |      |

## 曲解説
1. LA VIE EN ROSE
  - 7thアルバム『0G』収録曲。
2. BODY MAKES STREAM
  - 14thシングル。シングルバージョンはアルバム初収録。
  - TBS系『スーパーサッカー』エンディングテーマ。
3. MAXIMUM WAVE
  - 15thシングル。
  - ららぽーとスキードームSSAWS CMソング。
4. NAKED DANCE
  - 17thシングル（TWO∞MIX名義）。
  - TBS系『ランク王国』オープニングテーマ。
5. LOVE FORMULA -FREEDOM-
  - 16thシングル「Side "Formula"」収録曲。シングルバージョンはアルバム初収録。
  - TBS系『ランク王国』オープニングテーマ。
6. GRAVITY ZERO
  - 7thアルバム『0G』収録曲。
  - このアルバムに収録されているのは18thシングルのアルバムバージョンで、アルバムバージョンより更にフェードアウト部分が長くなっている。
7. LAST TEARS -I DON’T CRY ANYMORE, AFTER YOU LEFT ME…-
  - 16thシングル「Side "Formula"」収録曲。
  - テレビ東京系アニメ『ジバクくん』前期エンディングテーマ。
8. HOLY NIGHT DESTINY -BOY MEETS GIRL-
  - 7thアルバム『0G』収録曲。
9. IN YOUR EYES
  - 映像作品『VISION FORMULA』収録曲。
  - ライナーノーツには『RHYTHM FORMULA』と記載されているが、このアルバムに収録されているのは『VISION FORMULA』のスペシャルCDに収録されているオリジナルバージョンである。
10. JUSTICE
  - 6thアルバム『RHYTHM FORMULA』収録曲。
  - 1999年に高山美瑠 with TWO-MIXが発表したシングル「JUSTICE〜Future Mystery〜」のセルフカバー。
11. TRUTH -A GREAT DETECTIVE OF LOVE-
  - 6thアルバム『RHYTHM FORMULA』収録曲。
  - このアルバムに収録されているのは13thシングルのアルバムバージョンで、『RHYTHM FORMULA』に収録されているタイトルは「TRUTH CUSTOM 〜A Great Detective of Love〜」。
  - よみうりテレビ・日本テレビ系アニメ『名探偵コナン』オープニングテーマ。
12. AIRMAIL FROM THE MOON
  - 6thアルバム『RHYTHM FORMULA』収録曲。
13. DISCHARGE
  - 7thアルバム『0G』収録曲。
14. STANCE OF RESISTANCE
  - セルフカバーアルバム『BPM CUBE』収録曲。
  - 2000年に怪人ゾナーが、“ゾベッカ”（怪人ゾナー with ベッキー & カナ）名義で発売されたシングル「象南波羅 〜ゾナパラ〜 WHY!パラパラ・リミックス」のc/wに収録されている楽曲のセルフカバー。

## リリース履歴
| No. | 日付          | レーベル                                   | 規格 | 規格品番   | 最高順位 | 備考 |
| --- | ------------- | ------------------------------------------ | ---- | ---------- | -------- | ---- |
| 1   | 2002年4月24日 | ワーナーミュージック・ジャパン / WEA Japan | CD   | WPC7-10136 | 58位     |      |